# Le champion de ces dames
Le champion de ces dames è un film del 1935 diretto da René Jayet.
Il titolo fiammingo è De kampioen dezer dames.